# Авраамий (патриарх Иерусалимский)
Патриа́рх Авраа́мий (греч. Πατριάρχης Αβράμιος; ум. 1 ноября 1787, Константинополь) — епископ Иерусалимской православной церкви, Патриарх Иерусалимский и всей Палестины.

## Биография
В июне 1775 года был избран Патриархом Иерусалимским.
Первые годы его правления приходятся на период смут и мятежей на Ближнем Востоке, от которых страдало христианское население. Однако к концу 1770-х годов политическая обстановка в Палестине стабилизировалась; взаимоотношения христианских конфессий не омрачались конфликтами.
Патриарх Авраамий редко покидал Константинополь, выезжая лишь в Дунайские княжества за денежной помощью.
Его наместником в Палестине был митрополит Назаретский Неофит, под руководством которого в Яффа было построено новое подворье для паломников, укреплена стена Вифлеемского храма, восстановлен ряд церквей и монастырей, возведено сожжённое дотла подворье Иерусалимской Церкви в Смирне, открыто новое подворье в Бухаресте, приобретено для Братства большое количество земельных участков.
Перед смертью назначил своим преемником митрополита Кесарийского Прокопия.
Скончался 1 ноября 1787 года.